# Oscar Sundh
Nils Oscar Sundh, född 22 oktober 1986 i Uppsala, är en svensk före detta professionell ishockeyspelare. Sundh har spelat över 700 matcher i SHL och vann SM-guld med HV71 2010 och 2017. Sundhs moderklubb är Knivsta IK.
Efter att ha spelat juniorishockey för Almtuna IS och Modo Hockey etablerade sig Sundh i Almtunas seniorlag under säsongerna 2003/04 och 2004/05. Dessa säsonger spelade han också en handfull matcher som utlånad till Djurgårdens IF i SHL. Säsongen 2005/06 lämnade han Sverige för spel med St. John's Fog Devils i den kanadensiska juniorligan QMJHL. Därefter tillbringade han tre säsonger med Timrå IK i SHL, innan han 2009 värvades av HV71. Med undantag av säsongerna 2013/14 och 2014/15 där Sundh spelade för både Luleå HF och Linköping HC, så spelade han för HV71 fram till säsongen 2019/20. I oktober 2020 värvades han av IK Oskarshamn. Månaden därpå ådrog han sig en hjärnskakning vilken ledde till att han avslutade sin spelarkarriär ett år senare, i november 2021.
Sundh har representerat Sverige vid både U18-VM och JVM. I mars 2007 gjorde han debut i landslaget och har totalt spelat tio A-landskamper.

## Karriär

### Klubblag

#### 2003–2013: Början av karriären
Han började sin ishockeykarriär i Knivsta IK, som är hans moderklubb. Som junior spelade han både för Modo Hockey och Almtuna IS. Säsongen 2003/04 gjorde han debut för Almtuna i Hockeyallsvenskan och spelade totalt 29 grundseriematcher, där han noterades för nio poäng fördelat på sex mål och tre assistpoäng. Under säsongens gång blev han också utlånad till Djurgårdens IF i Elitserien. Sundh gjorde Elitseriedebut den 28 december 2003 i en 5–3-seger mot Modo Hockey. Totalt spelade han tre matcher för Djurgården innan han återvände till Almtuna. Säsongen därpå etablerade han sig ytterligare i Almtuna då han spelade 43 grundseriematcher för klubben. Totalt stod han för tio poäng, varav tre mål. Likt föregående säsong lånades Sundh ut till Djurgården i december. Den 30 december 2004 gjorde han sitt första Elitseriemål, på Tero Leinonen, i en 6–2-förlust mot Mora IK.
Inför säsongen 2005/06 lämnade Sundh Sverige för spel i Nordamerika med St. John's Fog Devils i den kanadensiska juniorligan QMJHL. Sundh vann lagets interna poängliga i grundserien då han noterades för 63 poäng på 54 matcher (17 mål, 46 assist).
Den 24 april 2006 meddelades det att Sundh återvänt till Sverige och skrivit ett ettårsavtal med Timrå IK i Elitserien. Redan innan grundserien påbörjats förlängde Timrå den 9 september kontraktet med Sundh med ytterligare en säsong. Under säsongen blev Sundh en av fyra att nomineras till årets rookie i Elitserien. Totalt stod han för 18 poäng (sex mål, tolv assist) på 52 grundseriematcher. I slutspelet slogs Timrå ut av Modo Hockey i kvartsfinalserien med 4–3 i matcher. I sin andra säsong i klubben sjönk Sundhs poängproduktion något. Han spelade samtliga 55 grundseriematcher och stod för 15 poäng, varav åtta mål. Den 6 februari 2008 förlängde han sitt avtal med Timrå med ytterligare en säsong. I slutspelet slogs laget ut i semifinalserien mot HV71 med 4–2 i matcher. Säsongen 2008/09 kom att bli Sundhs sista och poängmässigt sämsta med Timrå. 
Efter att Timrå slagits ut ur SM-slutspelet av HV71 bekräftades det den 24 maj 2009 att Sundh skrivit ett tvåårskontrakt med just HV71. I sin första säsong med klubben noterades Sundh för sin poängmässigt främsta grundserie i Elitserien dittills. På 53 matcher stod han för 21 poäng, varav fem mål. I SM-slutspelet slog HV71 ut Timrå IK och Skellefteå AIK i kvarts- respektive semifinal. I finalserien ställdes man mot Djurgårdens IF. Sundh öppnade målskyttet i seriens andra match, vilken HV71 vann med 4–3. I seriens femte match kvitterade Sundh Djurgårdens ledning till 4–4 med mindre än tre minuter kvar att spela. HV71 vann sedan både matchen och finalserien.
Efter ytterligare en säsong i klubben, där laget slogs ut i kvartsfinal i SM-slutspelet av AIK, meddelades det den 1 april 2011 att Sundh förlängt sitt avtal med HV71 med två år. I en 5–6-seger mot Timrå IK den 22 oktober samma år stod Sundh för sitt första hat trick i Elitserien. Denna säsong var Sundhs poängmässigt främsta i Elitserien. På 53 grundseriematcher stod han för 29 poäng. Han vann dessutom lagets interna skytteliga med 15 mål i grundserien. Under sin fjärde säsong i HV71 råkade Sundh den 9 oktober 2012 ut för en svår hjärnskakning i samband med en duell med Luleå HF:s Toni Koivisto. Sundh brakade in i sargen och låg medvetslös på isen i drygt en kvart. Han var därefter borta från matchspel i elva veckor. Den 8 januari 2013 gjorde Sundh sitt andra hat trick för HV71, i en 2–6-seger mot Brynäs IF.

#### 2013–2020: Slutet av karriären

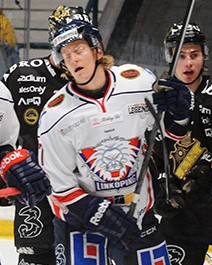
Sundh med Linköping HC 2014.

29 april 2013 tillkännagavs att Sundh lämnat HV71. Han undertecknade då ett avtal med Luleå om spel i klubben de kommande två säsongerna. Han hann dock bara spela tio matcher för klubben innan kontraktet bröts och han istället skrev på för Linköping HC. Efter två säsonger i Linköping där laget två år i följd slogs ut i SM-semifinal mot Skellefteå AIK med 4–1 i matcher bekräftades det den 10 april 2015 att Sundh lämnat Linköping HC.
Den 17 april 2015 stod det klart att Sundh återvänt till HV71 då han skrivit ett ettårsavtal med klubben. Den 15 februari 2016 förlängde Sundh sitt avtal med HV71 med ytterligare två år. Senare samma månad, den 25 februari, spelade han sin 500:e match i SHL.
Säsongen 2016/17 slutade HV71 tvåa i grundserien och på 52 matcher stod Sundh för 18 poäng (nio mål, nio assist). Det efterföljande SM-slutspelet blev Sundhs poängmässigt bästa dittills. På 16 matcher noterades han för elva poäng, varav fyra mål. HV71 slog ut Färjestad BK i kvartsfinal och Malmö Redhawks i semifinal. I finalserien ställdes laget mot Brynäs IF och i den sjätte matchen fastställde Sundh slutresultatet 3–5. HV71 vann därefter den sjunde och avgörande matchen med 2–1 efter förlängning och Sundh tilldelades därmed sitt andra SM-guld.
Under sin sjunde säsong i HV71 förlängde Sundh den 13 november 2017 åter sitt avtal med klubben med två år. Den 19 september 2019 gjorde Sundh sitt 100:e grundseriemål i SHL, på Joel Lassinantti, i en 3–2-förlust mot Luleå HF. HV71 meddelade den 25 mars 2020 att de inte valt att förlänga avtalet med Sundh.
Den 4 oktober 2020 meddelades det att Sundh var klar för fortsatt spel i SHL med IK Oskarshamn, som han skrivit ett ettårsavtal med. Sundh ådrog sig en hjärnskakning efter att ha blivit tacklad av Emil Larsson i en match mot Örebro HK den 21 november 2020, vilket gjorde att Sundh missade resten av säsongen. Den 14 november 2021 meddelade Sundh via Facebook att han valt att avsluta sin spelarkarriär som en följd av denna hjärnskakning.

### Landslag
Sundh blev 2004 uttagen till Sveriges trupp till U18-VM i Vitryssland. Efter att ha slutat trea i gruppspelet åkte Sverige ur i kvartsfinalen mot Tjeckien med 5–1 och slutade på femte plats i turneringen. På sex spelade matcher noterades Sundh för två assistpoäng. Sundh blev uttagen att spela sitt första och enda JVM 2006, som avgjordes i Kanada. Efter att ha förlorat kvartsfinalen mot Finland med 1–0 efter förlängningsspel, slutade Sverige på femte plats i turneringen. Sundh gick poänglös ur de fyra matcher han spelade.
Den 29 mars 2007 gjorde Sundh A-landslagsdebut i en träningsmatch mot Ungern. Totalt spelade han tio A-landskamper.

## Statistik

### Klubblag
| 2003–04    | Almtuna IS            | Allsv.     | 29  | 6   | 3   | 9   | 8   | —   | —  | —  | —  | —  |
| 2003–04    | Djurgårdens IF        | Elitserien | 3   | 0   | 0   | 0   | 0   | —   | —  | —  | —  | —  |
| 2004–05    | Almtuna IS            | Allsv.     | 43  | 3   | 7   | 10  | 45  | —   | —  | —  | —  | —  |
| 2004–05    | Djurgårdens IF        | Elitserien | 2   | 1   | 0   | 1   | 0   | —   | —  | —  | —  | —  |
| 2005–06    | St. John's Fog Devils | QMJHL      | 54  | 17  | 46  | 63  | 50  | 5   | 1  | 0  | 1  | 2  |
| 2006–07    | Timrå IK              | Elitserien | 52  | 6   | 12  | 18  | 80  | 7   | 1  | 2  | 3  | 2  |
| 2007–08    | Timrå IK              | Elitserien | 55  | 8   | 7   | 15  | 28  | 11  | 2  | 3  | 5  | 4  |
| 2008–09    | Timrå IK              | Elitserien | 52  | 4   | 5   | 9   | 46  | 7   | 1  | 0  | 1  | 4  |
| 2009–10    | HV71                  | Elitserien | 53  | 5   | 16  | 21  | 26  | 16  | 3  | 2  | 5  | 0  |
| 2010–11    | HV71                  | Elitserien | 53  | 8   | 12  | 20  | 22  | 4   | 0  | 0  | 0  | 2  |
| 2011–12    | HV71                  | Elitserien | 53  | 15  | 14  | 29  | 88  | 4   | 0  | 0  | 0  | 0  |
| 2012–13    | HV71                  | Elitserien | 33  | 5   | 7   | 12  | 10  | 5   | 0  | 1  | 1  | 0  |
| 2013–14    | Luleå HF              | SHL        | 10  | 2   | 2   | 4   | 2   | —   | —  | —  | —  | —  |
| 2013–14    | Linköping HC          | SHL        | 34  | 5   | 8   | 13  | 6   | 14  | 2  | 1  | 3  | 0  |
| 2014–15    | Linköping HC          | SHL        | 53  | 3   | 5   | 8   | 10  | 11  | 1  | 1  | 2  | 4  |
| 2015–16    | HV71                  | SHL        | 52  | 15  | 5   | 20  | 18  | 6   | 1  | 2  | 3  | 2  |
| 2016–17    | HV71                  | SHL        | 52  | 9   | 9   | 18  | 16  | 16  | 4  | 7  | 11 | 16 |
| 2017–18    | HV71                  | SHL        | 50  | 6   | 10  | 16  | 14  | 2   | 0  | 0  | 0  | 2  |
| 2018–19    | HV71                  | SHL        | 52  | 7   | 15  | 22  | 12  | 6   | 0  | 0  | 0  | 6  |
| 2019–20    | HV71                  | SHL        | 52  | 6   | 5   | 11  | 16  | —   | —  | —  | —  | —  |
| 2020–21    | IK Oskarshamn         | SHL        | 13  | 5   | 1   | 6   | 4   | —   | —  | —  | —  | —  |
| SHL totalt | SHL totalt            | SHL totalt | 724 | 110 | 133 | 243 | 398 | 109 | 15 | 19 | 34 | 42 |

### Internationellt
| År            | Lag           | Turnering     | Matcher | Mål | Assists | Poäng | Utv. |
| ------------- | ------------- | ------------- | ------- | --- | ------- | ----- | ---- |
| 2004          | Sverige       | U18-VM        | 6       | 0   | 2       | 2     | 0    |
| 2006          | Sverige       | JVM           | 4       | 0   | 0       | 0     | 2    |
| Junior totalt | Junior totalt | Junior totalt | 10      | 0   | 2       | 2     | 2    |